# Morphosis Architects
Morphosis Architects è uno studio di architettura e design interdisciplinare con sede a Los Angeles e New York.
Tra i principali progetti realizzati ci sono il Campus Bocconi a Milano, il VI Palazzo Uffici ENI a San Donato Milanese e l'Hanking Center a Shenzhen.

## Storia
Lo studio nasce informalmente nel 1972 da una idea di Michael Brickler, Thom Mayne, Livio Santini e James Stafford. Michael Rotondi si unì nel 1975 e vi rimase fino al 1991.

## Progetti
- Hanking Center

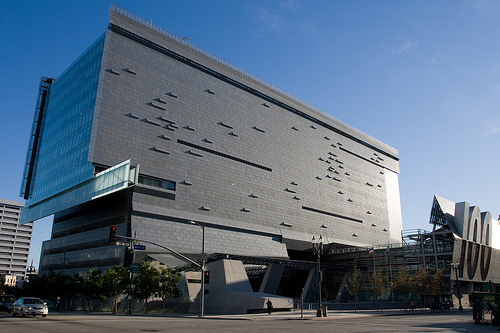
Quartier generale di Caltrans District 7
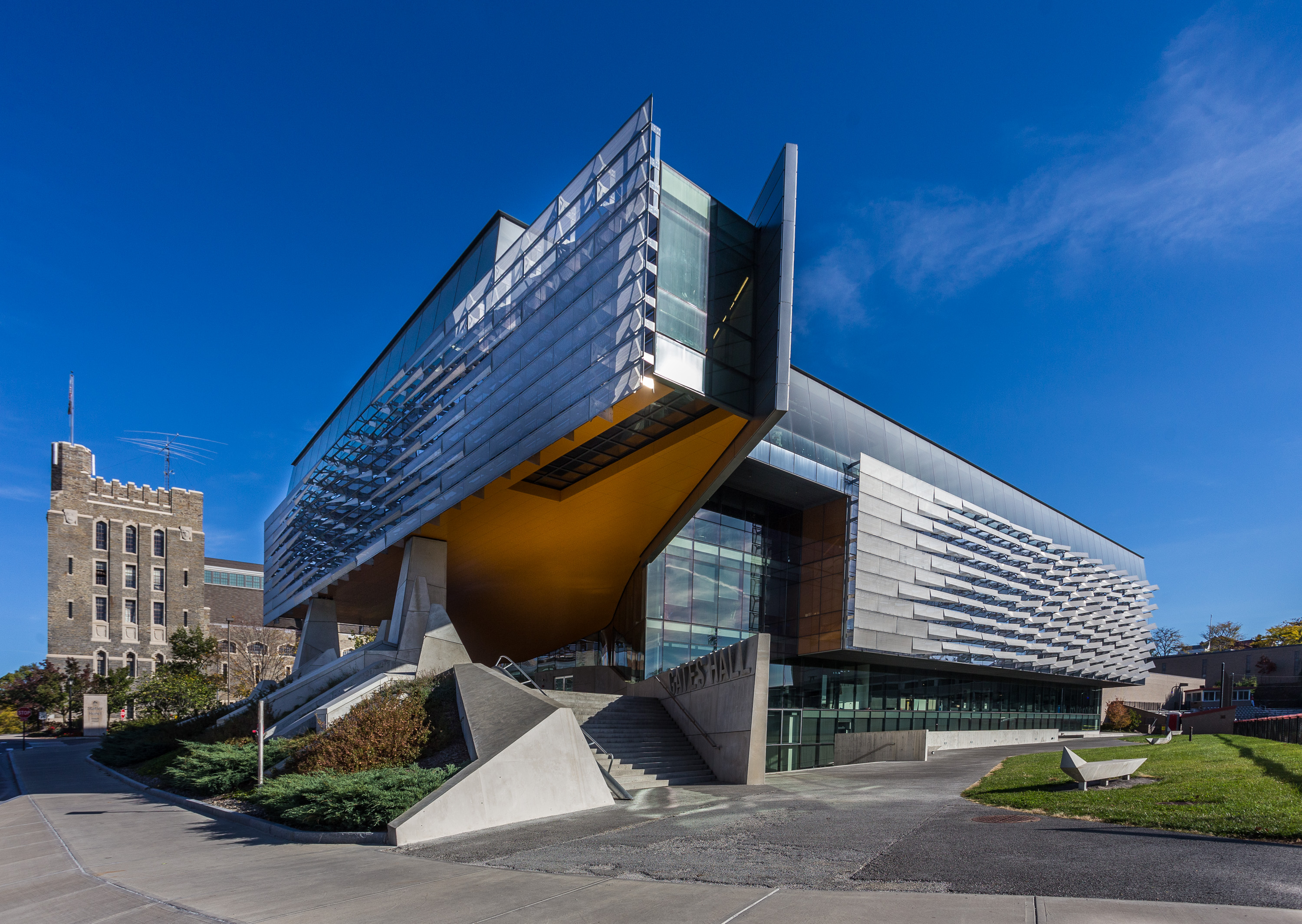
Bill & Melinda Gates Hall at Cornell University
- Campus Bocconi
- Sesto palazzo degli uffici ENI

- Quartier generale di Caltrans District 7
- Bill & Melinda Gates Hall at Cornell University (2014)